# Jimmy Carson
James Charles „Jimmy“ Carson (* 20. Juli 1968 in Southfield, Michigan) ist ein ehemaliger US-amerikanischer Eishockeyspieler (Center), der von 1986 bis 1996 für die Los Angeles Kings, Edmonton Oilers, Detroit Red Wings, Vancouver Canucks und Hartford Whalers in der National Hockey League spielte.

## Karriere
Als Junior spielte er als einer von wenigen Amerikanern bei den Verdun Junior Canadiens in der QMJHL zusammen mit Claude Lemieux. Mit dem Team spielte er 1985 beim Finalturnier um den Memorial Cup. Beim NHL Entry Draft 1986 wurde er in der ersten Runde als Zweiter von den Los Angeles Kings ausgewählt.
Als jüngster Spieler in der NHL startete er in die Saison 1986/87. Gemeinsam mit seinen Teamkameraden Steve Duchesne und Luc Robitaille war er einer von drei Kings-Spielern, die in diesem Jahr ins NHL All-Rookie Team gewählt wurden. In seiner zweiten Spielzeit in Los Angeles schaffte er mit 55 Toren und 107 Punkten Bestleistungen für in den Vereinigten Staaten geborene Spieler. Hinter Wayne Gretzky war er der zweitjüngste Spieler, der die 50-Tore-Marke erreichte.
Als die Kings zur Saison 1988/89 Gretzky verpflichteten, war Carson der wertvollste Spieler, den die Kings in Richtung Edmonton schickten. Mit ihm ging Martin Gélinas und aus Edmonton kamen neben zahlreichen Erstrunden-Draftrechten noch Marty McSorley nach Los Angeles.
Auch bei den Edmonton Oilers erreichte er 100 Punkte in seiner ersten Saison. Kurz nach Beginn der Saison 1989/90 wurde er an die Detroit Red Wings abgegeben. Im Gegenzug kamen unter anderem Petr Klíma, Joe Murphy und Adam Graves zu den Oilers. Bei den Red Wings war er unglücklich, im Schatten von Steve Yzerman zu stehen und bat in der Saison 1992/93 um einen Wechsel. Ein Tauschgeschäft brachte ihn zurück zu den Los Angeles Kings. Im Gegenzug kam unter anderem Paul Coffey nach Detroit.
Mit Wayne Gretzky und den Kings erreichte er 1993 das einzige Mal die Stanley-Cup-Finalserie, unterlag dort jedoch den Montreal Canadiens. 1994 wechselte er zu den Vancouver Canucks, doch schon bald waren die Hartford Whalers sein neues Team. Carson war weit von den Leistungen zu Beginn seiner Karriere entfernt und wechselte zur Saison 1995/96 in die Schweiz zum HC Lausanne, für den er 13 Spiele bestritt. Er kehrte noch einmal für elf Spiele zu den Whalers zurück.
Seine letzte Station waren die Detroit Vipers in der International Hockey League, mit denen er den Turner Cup gewinnen konnte.
Carson ist griechischer Abstammung. Sein Großvater änderte den Namen von Kyriazopoulos in Carson.

## Sportliche Erfolge
- Bronzemedaille bei der Junioren-Weltmeisterschaft: 1986
- Turner Cup: 1997

### Persönliche Auszeichnungen
- Trophée Michel Bergeron: 1985
- Trophée Michael Bossy: 1986
- Trophée Frank J. Selke: 1986
- QMJHL Second All-Star Team: 1986
- NHL All-Rookie Team: 1987
- Teilnahme am NHL All-Star Game: 1989